# St. Leonhard (Schwabhausen bei Landsberg)

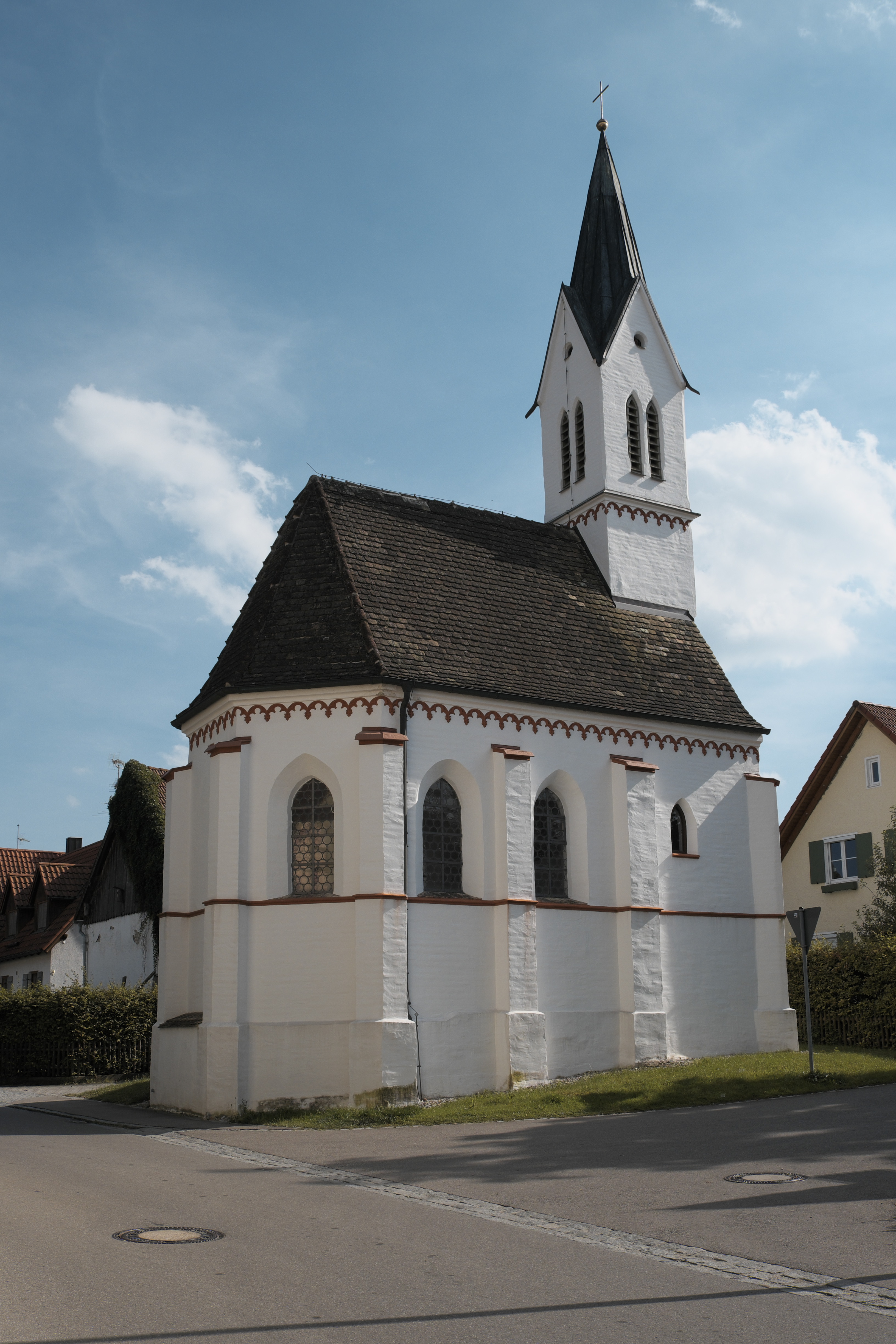
St. Leonhard in Schwabhausen bei Landsberg

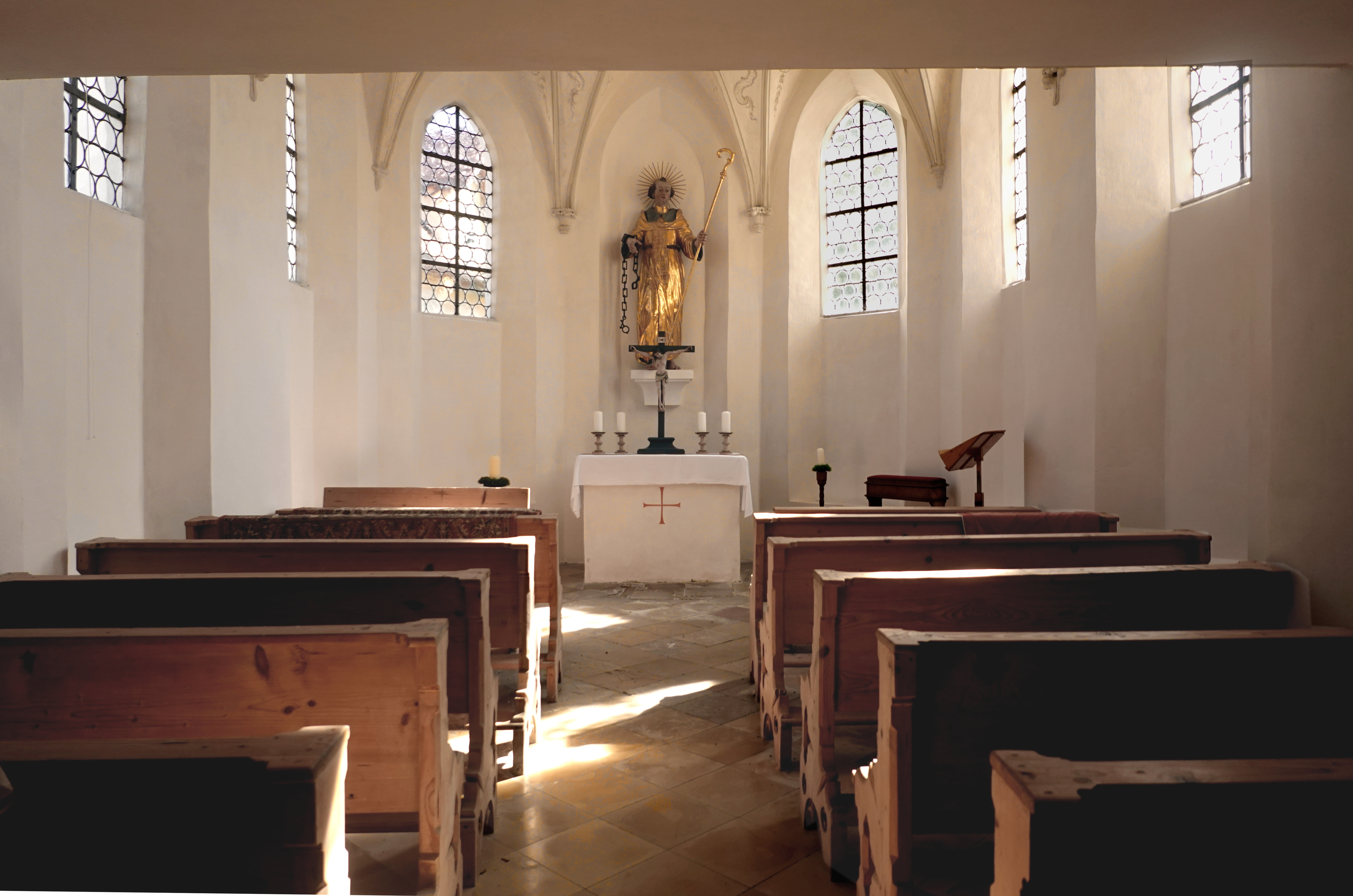
Inneres der Kapelle mit Statue des hl. Leonhard

Die katholische Kapelle St. Leonhard steht in Schwabhausen bei Landsberg, einem Gemeindeteil von Weil im oberbayerischen Landkreis Landsberg am Lech. Sie gehört zum Dekanat Landsberg im Bistum Augsburg. In der Liste der Baudenkmäler in Weil ist St. Leonhard unter der Nummer D-1-81-145-36 erfasst. 

## Beschreibung
Die gotische Kapelle wurde 1478 erbaut. Umfangreiche Renovierungs- und Sanierungsarbeiten am Dachstuhl und an den Grundmauern wurden im Sommer 2024 abgeschlossen.
Die Saalkirche besteht aus dem 1866 um ein Joch nach Westen verlängerten Langhaus und dem dreiseitig geschlossenen Chor im Osten, beide mit gotischen Spitzbogenfenstern belichtet und umlaufend von Strebepfeilern gestützt. Unter dem Dach verläuft ein Kleeblattbogenfries. Auf dem Satteldach des Langhauses erhebt sich im Westen ein quadratischer Dachreiter mit spitzem Helm zwischen den Giebeln. In diesem Turm hängen zwei kleine alte Glocken, die mit der Hand über lange Seile geläutet werden. 
Der Innenraum ist mit einem Sterngewölbe überspannt. 
In den Feldern des Gewölbes befinden sich Medaillons mit Bildern aus der Legende des Leonhard von Limoges. Den einstigen neugotischen Altar mit einem Retabel gibt es nicht mehr; er wurde bei Restaurierungsarbeiten 1950 entfernt. An der Rückwand des Chors steht stattdessen eine Statue des Schutzheiligen. Die Figur stellt St. Leonhard in goldenem Gewand mit einem Bischofsstab und einer Kette dar, die von der rechten Hand herabhängt. Die Kette erinnert daran, dass durch das Gebet des Heiligen oder auf seine Anrufung hin die Ketten vieler Gefangener zersprungen seien.